# Herbaspirillum hiltneri
Herbaspirillum hiltneri ist ein Bakterium in der Klasse der Betaproteobacteria.

## Geschichte
H. hiltneri wurde 2006 von Wissenschaftlern des GSF-Forschungszentrums für Umwelt und Gesundheit entdeckt. Die Biologen isolierten das Bakterium aus sterilisierten Wurzeln der Weizenpflanze in Neumarkt in der Oberpfalz. Es ist nach dem Biologen Lorenz Hiltner benannt, der den Begriff der Rhizosphäre prägte.
Das Genom des Bakteriums wurde 2015 von Wissenschaftlern der Universidade Federal do Paraná vollständig sequenziert.

## Merkmale
H. hiltneri ist  gramnegativ und besteht aus einer leicht gekrümmten stabförmigen Zelle. Es ist 1,6–2,0 μm lang und misst 0,5–0,6 μm im Durchmesser. Sein pH-Optimum liegt zwischen 6 und 8, die optimale Wachstumstemperatur liegt bei 26–34 °C. Das Bakterium ist Katalase- und Oxidase-positiv. Es verstoffwechselt viele Zucker, Alkohole und Fettsäuren sowie einige Aminosäuren.
Im Gegensatz zu allen anderen Arten der Gattung Herbaspirillum ist H. hiltneri in der Lage, L-Phenylalanin als Kohlenstoffquelle zu nutzen.